# Hadhari Djaffar
Hadhari Djaffar Saindou (* 17. November 1978) ist ein ehemaliger komorischer Leichtathlet.

## Biografie
Hadhari Djaffar trat insgesamt bei drei Olympischen Sommerspielen an. Seine erste Teilnahme war bei den Olympischen Spielen 1996 in Atlanta, hier ging er im Wettkampf über 200 Meter an den Start. Olympischen Spielen 2000 in Sydney und 2004 in Athen, wo er Fahnenträger der Komoren bei der Eröffnungsfeier war, startete er über 100 Meter an. Jedoch schied er bei allen drei Spielen vorzeitig im Vorlauf aus. Mit seinen persönlichen Bestzeiten über 100, 200 sowie 400 Meter stellte er jeweils zwischen 2000 und 2002 drei Landesrekorde der Komoren auf.